# Чокарлија (Јаломица)
Чокарлија (рум. Ciocârlia) насеље је у Румунији у округу Јаломица у општини Чокарлија. Oпштина се налази на надморској висини од 65 m.

## Становништво
Према подацима из 2002. године у насељу је живело 889 становника, од којих су сви румунске националности.

### Хронологија
| Година       | 1992 | 1993 | 1994 | 1995 | 1996 | 1997 | 1998 | 1999 | 2000 | 2001 | 2002 | 2003 | 2004 | 2005 | 2006 | 2007 | 2008 | 2009 | 2010 | 2011 | 2012 | 2013 | 2014 | 2015 | 2016 | 2017 |
| ------------ | ---- | ---- | ---- | ---- | ---- | ---- | ---- | ---- | ---- | ---- | ---- | ---- | ---- | ---- | ---- | ---- | ---- | ---- | ---- | ---- | ---- | ---- | ---- | ---- | ---- | ---- |
| Становништво | 916  | 902  | 896  | 874  | 876  | 871  | 862  | 874  | 860  | 862  | 860  | 831  | 850  | 865  | 863  | 861  | 857  | 853  | 834  | 818  | 798  | 788  | 782  | 771  | 780  | 764  |